# Andrzej Kuczewski
Andrzej Poraj Kuczewski OSB pisany także Kuczowski herbu Poraj (ur. data nieznana, zm. 16 października 1576). Opat świętokrzyski klaustralny w latach 1539 – 1576.
Pomimo wcześniejszej elekcji bo już w roku 1538 prezentę królewską otrzymał dopiero 15 marca 1540 albowiem 1 czerwca 1539 król zawiadamia biskupa krakowskiego, że ze względu na kontrowersje powstałe wokół sprawy wolnej elekcji opatów powstrzymuje się od prezentowania opata-elekta świętokrzyskiego aż do rozpatrzenia tej kwestii na przyszłym sejmie (Biblioteka Kórnicka.rps 218 325v-6).

## Życiorys
Pochodzi z rodu Kuczewskich gniazdem tej rodziny była wieś Kuczewo w województwie sieradzkim.

Ojciec Paweł Kuczewski dziedzic dóbr Kleszczów w powiecie radomskim (rok 1552 księgi poborowe) i części Kuczewa miał pięciu synów: Andrzeja - opata oraz Mikołaja, Stanisława, Heronima i Krzysztofa, dziedziców dóbr Kuczów i Kleszczów w roku 1570 .

## Życie zakonne
o. Andrzej Kuczewski obrany został po zgonie poprzednika, opatem był lat 37.

W roku 1543 uzyskał królewskie potwierdzenie r. wyderkafu na wsi Włochach.

Staremu słudze Mikołajowi Mańce w roku 1546 wypuścił na dożywocie wszystkie pustki w Dziurowie, za co po jednym lisie co rok miał dostawać.

W roku 1547 procesował się o dziesięcinę klasztorną od plebana z Markuszowie.

W roku 1548 pozywał Mikołaja Broniowskiego o dziesięcinę z Bronowie i Łęki.
Za jego rządów w 1555 r. nastąpił rozdział dóbr opackich od klasztornych, potwierdzony przez Jakuba biskupa chełmskiego, komisarza apostolskiego.
W roku 1558 procesował się ze szlachcicem Mikołajem Rzepiszewskim o dziesięcinę z Kruścowa.
Za jego rządów 1563 r. prawo prezentowania plebanów w Modliborzycach na przemian z dziedzicami Goloszyc Mniejszych, klasztorowi przysądzone zostało.

W roku 1565 ustąpił z prawem wykupu za 100 grzywien sołtystwo w Rzepinie o trzech włókach, i młyna.

W roku 1572 Marcinowi Broniowskiemu puścił na dożywocie pustki po trzech kmieciach w Pawłowie, za pożyczone klasztorowi złotych polskich 500.
Umarł Kuczowski dnia 16 października 1576 jak wskazywał napis nad jego grobem dochowany przez Paprockiego

Sepulchrum reverndi domini Andreae Kuczowski, abbatis s.Crucis Calvi montis, obiit anno 1576, 16 Octobris.

Budził opat i jego rządy kontrowersje.Historyk Julian Bartoszewicz pisząc w Tygodniku Ilustrowanym dzieje Opactwa na Łysej Górze wyraził o rządach Kuczewskiego taki głos.

Andrzej Poraj Kuczewski, opat, żył rozwięźle, dobra zadłużył, zniszczył budowle, przez lat 37 rządził klasztorem, ale w tym czasie nic dobrego nie zrobił dla Łysej Góry. Kuczewski dożył aż do roku w którym się koronował Stefan Batory